# شرکت کشتی‌سازی صنعتی دالیان
شرکت کشتی‌سازی صنعتی دالیان (به انگلیسی: Dalian Shipbuilding Industry Company) یکی از کشتی‌سازی‌های بزرگ واقع در دالیان، لیائونینگ، چین است. این شرکت زیرمجموعه شرکت صنایع کشتی‌سازی چین و یکی از دو شرکت دولتی در صنعت کشتی‌سازی در چین است.

## عمومی
شرکت کشتی‌سازی صنعتی دالیان (به اختصار DSIC) در دسامبر ۲۰۰۵ در نتیجه ادغام دو شرکت کشتی‌سازی صنعتی دالیان و شرکت کشتی‌سازی صنعتی جدید دالیان تشکیل شد و بزرگترین شرکت کشتی‌سازی در چین است. این شرکت متعلق به:
- شرکت صنایع کشتی‌سازی چین

که یکی از دو شرکت دولتی است که تحت دستورالعمل شورای دولتی چین در سال ۱۹۹۹ به تصویب رسید، و دیگری:
- شرکت کشتی‌سازی دولتی چین

در حالی که شرکت سابق در بورس شانگهای ذکر شده است، این شرکت هنوز فهرست نشده است. به صورت جداگانه نیروی دریایی ارتش آزادی‌بخش خلق چین مالک کارخانه‌های کشتی‌سازی در پورت آرتور و دالیان می‌باشد.

کشتی‌سازی دالیان دارای ۳٬۴۰۰٬۰۰۰ مترمربع مساحت و ۱۵٬۰۰۰ نفر نیروی انسانی است.

## تاریخچه
- ژوئن ۱۸۹۸: روسیه شروع به ساخت یک کارخانه کشتی‌سازی کنار بندر دالیان در سرزمین جدید اجاره‌ای کرد.
- ۱۹۰۵: ژاپن به جای روسیه دالیان را اجاره کرد و همچنان به گسترش محوطه ادامه داد.
- ۱۹۴۵: روسیه شمال شرقی چین را آزاد کرد و عملیات کشتی‌سازی دالیان را با چین به اشتراک گذاشت.
- ۱۹۵۵: تبدیل به "شرکت کشتی سازی چین" شد که توسط چین اداره می‌شود.
- دهه ۱۹۶۰: ساخت نخستین زیردریایی با موشک
- دهه ۱۹۷۰: ساخت نخستین ناوشکن با موشک
- اوت ۱۹۹۰: کارخانه کشتی‌سازی جدید دالیان در غرب حومه کارخانه قدیمی تکمیل شد
- اوت ۲۰۰۰: کارخانه کشتی‌سازی جدید دالیان به عنوان شرکت کشتی‌سازی صنعتی دالیان معرفی شد
- ۲۰۰۹: ناو هواپیمابر لیائونینگ سابق تبدیل به یک ناو آموزشی برای نیروی دریایی ارتش آزادی‌بخش خلق چین شد.